# جابر عيسى
جابر عيسى محمد مصطفى، لاعب كرة قدم من مواليد السعودية خريج أكاديمية محمد نور في مكة و مثل منتخب السعودية في كأس الخليج 23 في الكويت يلعب في النادي الفيصلي.

## مسيرة اللاعب
وقع مع نادي الشباب مطلع عام 2018 لمدة سنة ونصف و لكن لم يتمرن معهم أبداً و أعاره الشباب لمدة 6 أشهر إلى نادي فياريال ب ووقع مع نادي الاتحاد في صيف 2018 لمدة سنتين وإنتقل إلى نادي الوحدة في صيف 2019 وإنتقل إلى نادي الرائد في مطلع عام 2021 ووقع عقد إحترافي مع نادي فان الأرميني مطلع عام 2022 ووقع عقد إحترافي مع نادي الجبلين في صيف عام 2022 ووقع مع النادي الفيصلي في عام 2024.

## روابط خارجية
- جابر عيسى على موقع قاعدة بيانات كرة القدم.إي يو (الإنجليزية)
- جابر عيسى على موقع Soccerway.com (الإنجليزية)